# Uxem
Uxem település Franciaországban, Nord megyében. Lakosainak száma 1524 fő (2022. január 1.). Uxem Leffrinckoucke, Téteghem-Coudekerque-Village, Warhem és Ghyvelde községekkel határos.

## Népesség
A település népessége az elmúlt években az alábbi módon változott:
| Lakosok száma | 1407 | 1410 | 1434 | 1411 | 1422 | 1443 | 1470 | 1497 | 1524 |
|               | 2013 | 2015 | 2016 | 2017 | 2018 | 2019 | 2020 | 2021 | 2022 |